# Castiliscar
Castiliscar è un comune spagnolo di 403 abitanti situato nella comunità autonoma dell'Aragona.